# Rockfabrik Ludwigsburg

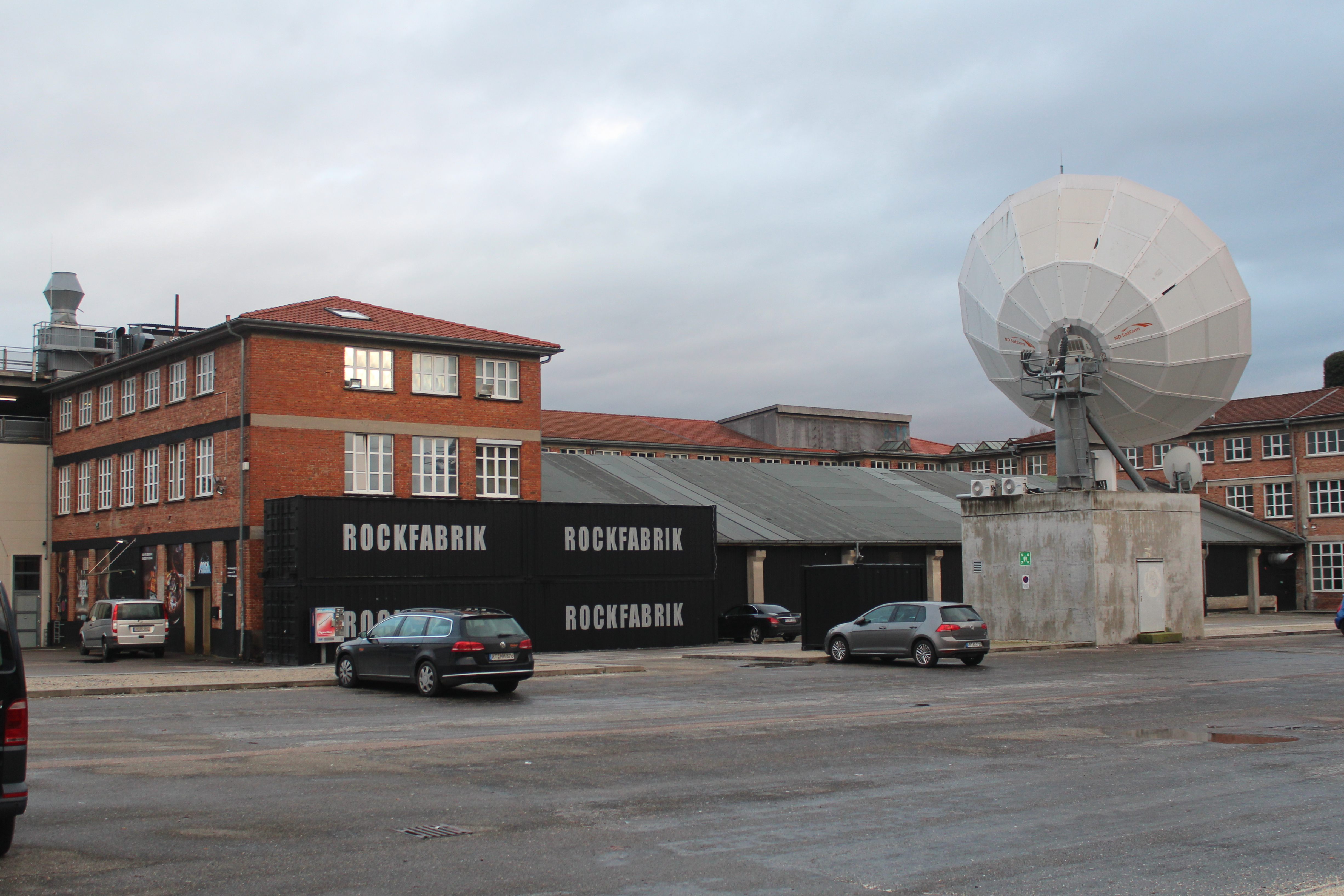
Rockfabrik zu Ludwigsburg. Die Parabolantenne wurde einst von B.TV genutzt

Die Rockfabrik Ludwigsburg (kurz „Rofa“) war ein Unterhaltungszentrum mit Schwerpunkt Rockmusik, das von 1983 bis 2019 in der Ludwigsburger Weststadt bestand.

## Geschichte
Die Rockfabrik wurde am 30. November 1983 nach einem einjährigen Umbau in den Hallen einer ehemaligen Kühlschrankfabrik eröffnet, woraus sich auch der Name ableitet. Gründer war der ehemalige Ringer und Wrestler Roland Bock. Ideengeber hierzu war damals Otto Rossbacher, welcher später zusammen mit Christian Albrecht durch die Rofa Gastronomie GmbH die Geschäftsführung innehatte. 1987 kam Wolfgang „Hasche“ Hagemann, der ehemalige Drummer und Gründungsmitglied der deutschen Heavy-Metal-Band Running Wild als Event-Manager und Geschäftsleiter ins Team.

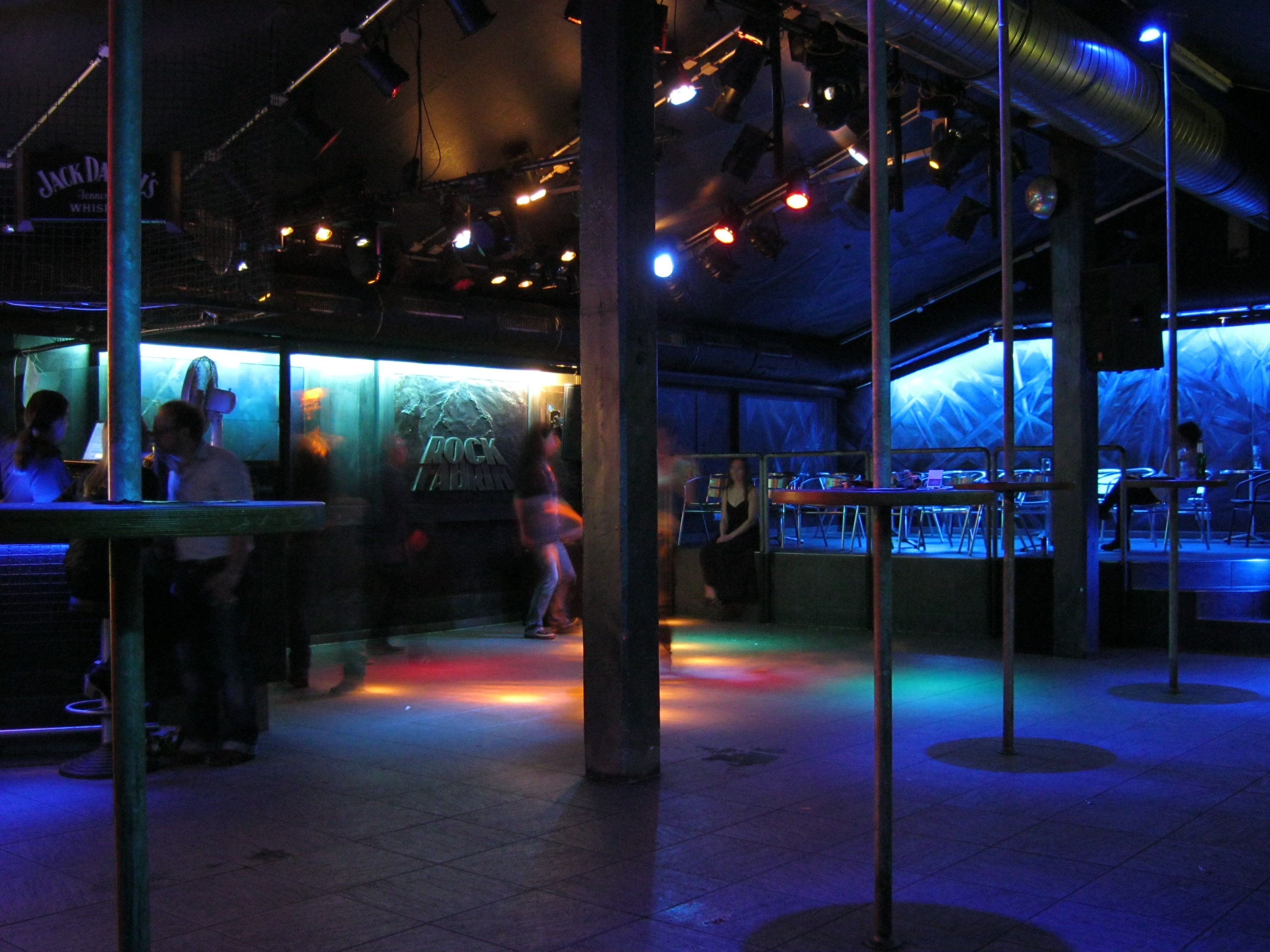
Club 2 im 2. OG

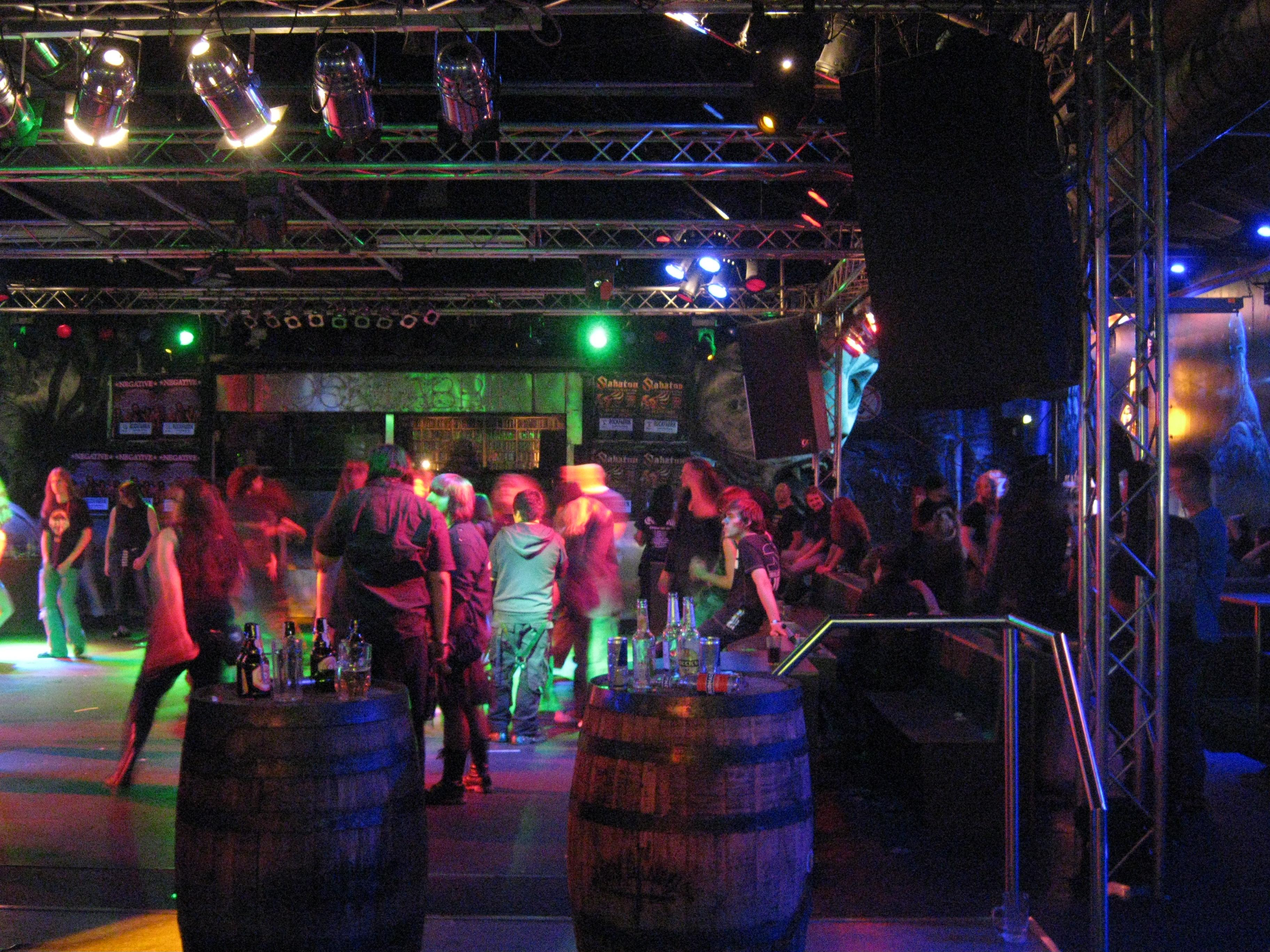
Club 1 im Erdgeschoss

Die Inneneinrichtung ließ sich als rustikal und düster beschreiben. Zwischen 2002 und 2003 fand nochmals ein größerer Umbau statt, innerhalb dessen neben dem zweiten Clubraum im 2. OG auch eine Spielhalle im 1. OG entstand. Außerdem wurden die Bars und Restaurants modernisiert.
Auf diesen zwei Ebenen wurde jeweils Musik verschiedener Stilrichtungen angeboten. Neben Heavy Metal, Nu Rock, Classic Rock und Industrial fanden auch Themenpartys zu anderen Musikrichtungen statt.
Die Räumlichkeiten der Rockfabrik wurden von Beginn an von der Max-Maier-Immobiliengesellschaft angemietet und die Mietverträge nach erfolgreichen Verhandlungen in der Regel für fünf Jahre geschlossen. Der letzte Vertrag endete mit Ablauf des Jahres 2019. Verhandlungen für eine Verlängerung konnten zunächst nicht aufgenommen werden. Nach zunächst anders lautenden Berichten wurde über die Anwälte des Immobilienunternehmens im Sommer 2019 ein neuer Vertrag ausgeschlossen und die Räumung und Übergabe im Ursprungszustand bis Jahresende gefordert. Gäste, Künstler und Lokalpolitiker kritisierten die drohende Schließung und bemängelten die fehlende Gesprächsbereitschaft des Vermieters. Eine Onlinepetition zur Verlängerung des Mietvertrags erreichte innerhalb weniger Wochen über 31.000 Unterschriften. Im September nahmen rund 2000 Personen an einer Demonstration zum Erhalt der Rockfabrik in Ludwigsburg teil.

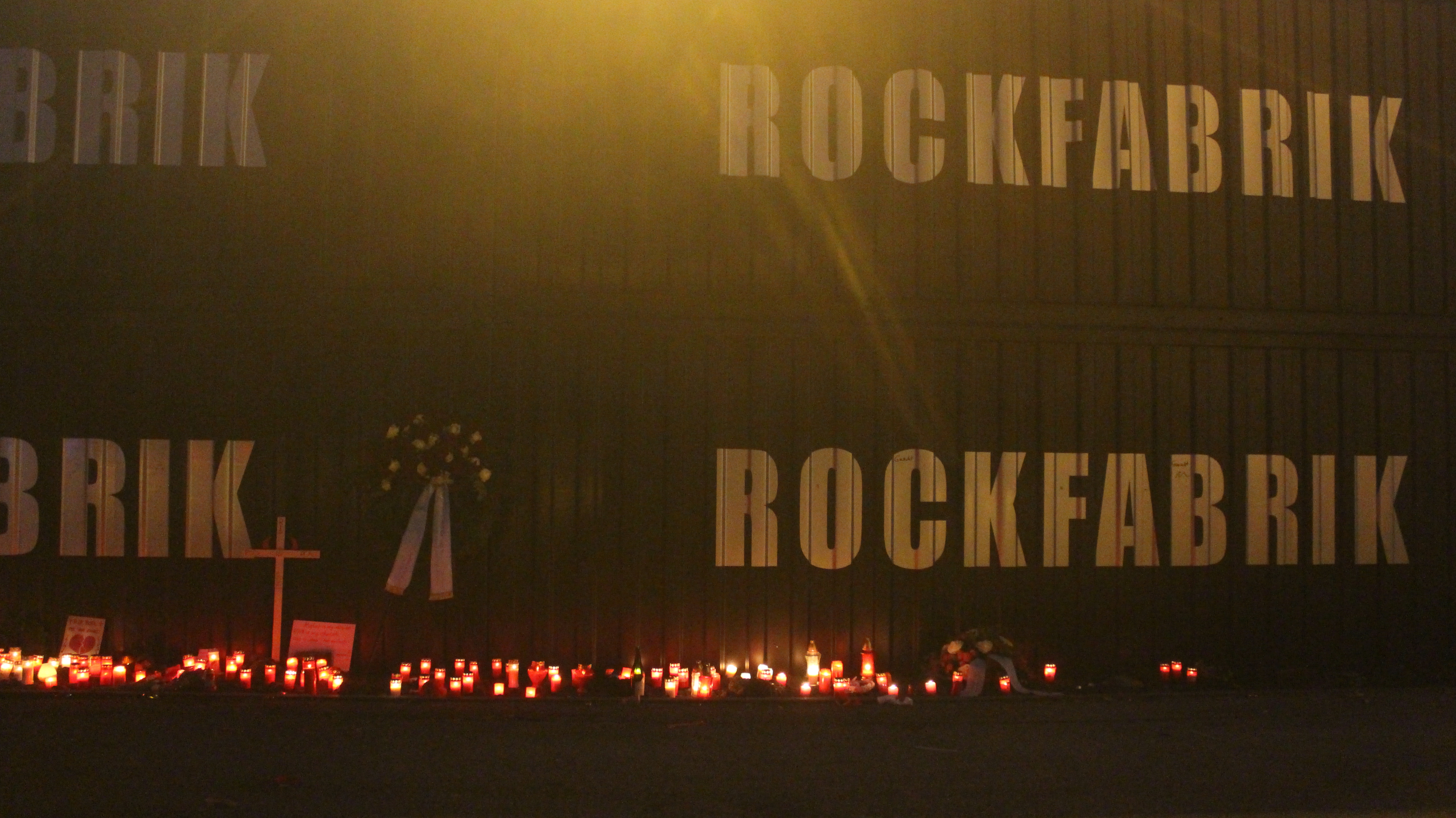
Trauerkerzen für das Ende der Rockfabrik Ludwigsburg nach der Silvesterparty

Die Rockfabrik wurde nach der Silvesterparty 2019/2020 geschlossen. Das Inventar wurde teilweise verkauft.
Das Gebäude wurde in den Jahren 2020 und 2021 in eine Außenstelle der Hochschule für öffentliche Verwaltung und Finanzen (HVF) umgebaut, wofür das Gebäude vollständig entkernt wurde.

## Live-Bands
In der Rockfabrik Ludwigsburg spielten seit den 80er- und 90er-Jahren bekannte Bands – darunter Manowar, Nazareth, Doro, Hammerfall, In Extremo, Subway to Sally, Helloween, Wishbone Ash, Testament, Anthrax, Metal Church, Demon, Slayer, Motörhead, Lacrimosa, Running Wild, Sinner, Six Feet Under, Nightwish, Lordi und U.D.O. Auch Bands wie Volbeat, Kissin Dynamite und Unheilig standen schon, bevor sie einem breiten Publikum bekannt wurden, in der Rockfabrik auf der Bühne. Als Anziehungspunkt für Rock- und Metalgrößen konnten auch Mitglieder von Metallica, Def Leppard, den Scorpions oder Iron Maiden als Partygäste begrüßt werden. Als wohl kuriosester Auftritt kann der Auftritt der Band Sodom im Jahr 2011 bezeichnet werden, welcher zusammen mit Roberto Blanco stattfand und dessen Aufnahmen für einen Werbespot für die Deutsche Alzheimer Gesellschaft e. V. genutzt wurden. Zuletzt trat die Rofa vor allem als Unterstützer größerer Rockkonzerte in der Umgebung in Erscheinung.

## Sonstiges

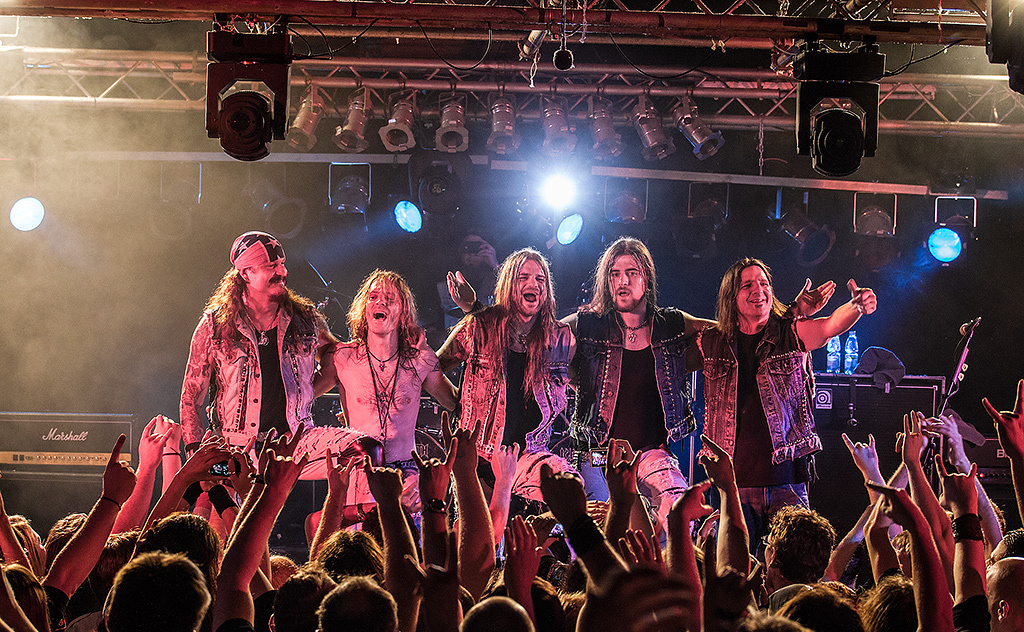
Liveauftritt der Band Iced Earth im Dezember 2012

Einige Jahre nach der Gründung eröffneten sowohl in Leingarten (spätere Diskothek "La Boom"), als auch in Kehl, Nürnberg und Augsburg weitere Rockfabriken. Heute hat nur noch die Rockfabrik in Augsburg Bestand.
Auf einem Band-Foto, das auf der Rückseite der Hülle des Albums Master of Puppets der amerikanischen Heavy-Metal-Band Metallica aus dem Jahre 1986 abgebildet ist, trägt Gitarrist Kirk Hammett unter einer schwarzen Weste ein rotes T-Shirt der Ludwigsburger Rockfabrik.
Vom Stuttgarter Autor und Regisseur Kai Thomas Geiger erschien 2013 ein Buch namens autoreverse, in welchem er die Erlebnisse seiner Jugend, zu denen die Rockfabrik Ludwigsburg maßgeblich beitrug, aus der Perspektive des Protagonisten Marc wiedergibt.